# Rumszyszki

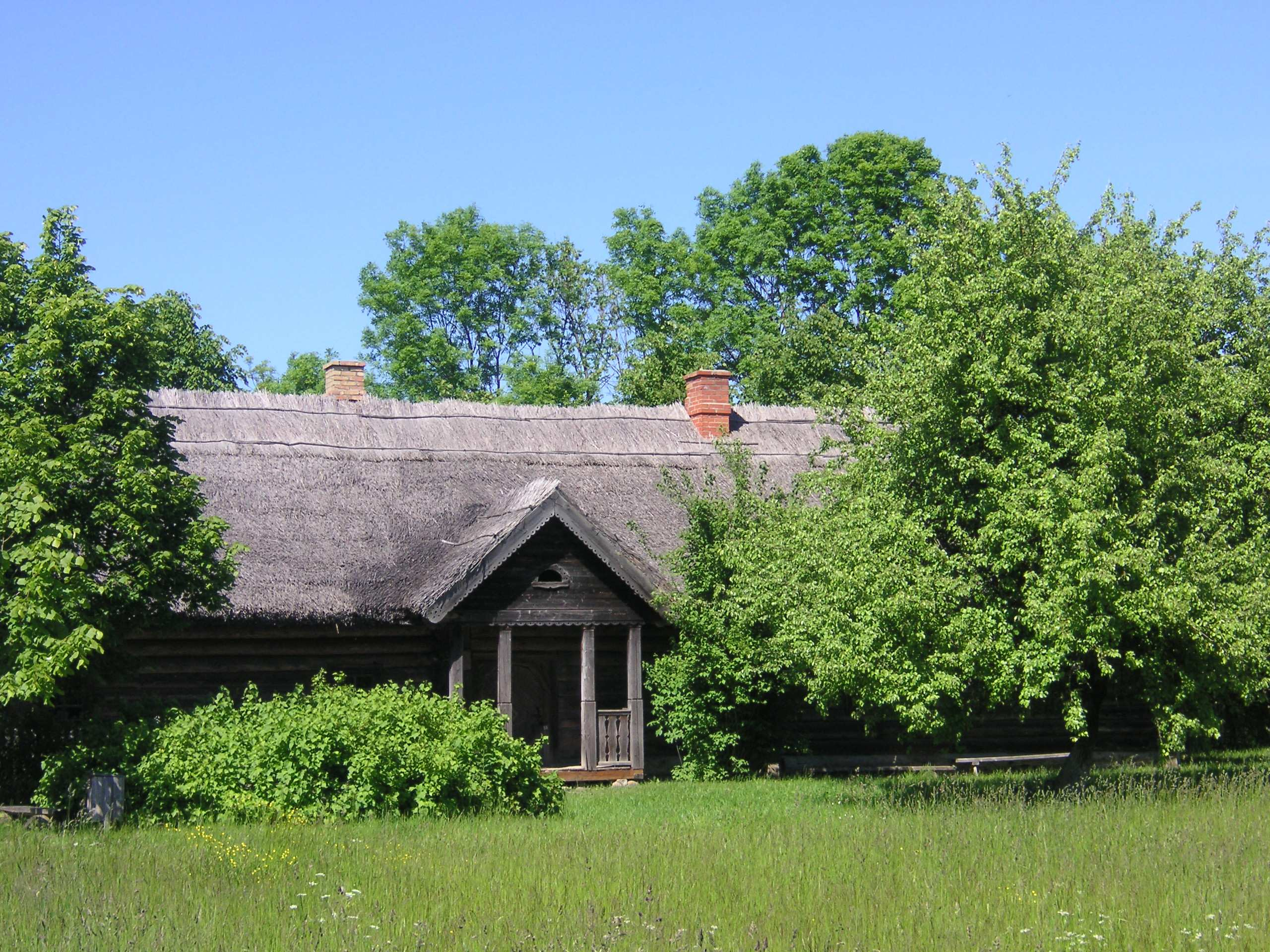
Skansen w Rumszyszkach

Rumszyszki (lit. Rumšiškės) – miasto na Litwie, w okręgu kowieńskim, w rejonie koszedarskim. 
Rumszyszki leżą nad Zbiornikiem Kowieńskim (nad Niemnem), u ujścia Proweny.
Kościół katolicki stojący nad brzegiem rzeki przeniesiono w nowe miejsce. Kościół drewniany na planie koła, z 1707 r. przebudowany w latach 1859-60. Dach kryty gontem. Obok dzwonnica z tego samego okresu.
Podczas okupacji hitlerowskiej 15 sierpnia 1941 roku Niemcy utworzyli getto dla żydowskich mieszkańców. Przebywało w nim około 200 osób. Już 29 sierpnia 1941 roku Niemcy zlikwidowali getto. Dzieci zamordowano w lesie Rumszyszki a dorosłych Żydów wywieziono do Pravieniškės by tam ich zgładzić. Sprawcami byli litewscy policjanci z Kowna. 
W 1974 założono tam muzeum budownictwa ludowego, w którym zebrano obiekty odzwierciedlające budownictwo ludowe 5 regionów Litwy (Auksztota, Żmudź, Dzukija, Suwalszczyzna i Mała Litwa), pochodzące z okresu od XVIII do początku XX wieku. Skansen zajmuje obszar 175 hektarów.